# Політ з космонавтом
Політ з космонавтом (рос. Полёт с космонавтом) — радянський пригодницький фільм 1980 року про сільського хлопця, який мріє будь що стати космонавтом і, пройшовши багато пригод і подолавши багато перешкод, врешті-решт поступає до авіаційного інституту.

## Сюжет
Старшокласник Семен Брусничкін мріє стати космонавтом і наполегливо працює над втіленням своєї мрії: старанно навчається, займається спортом, вивчає іноземні мови, живе за суворим розпорядком. Далі він планує закінчити авіаційний інститут, паралельно в аероклубі навчитися керувати літаком, вивчити біохімію та релятивістську астрофізику. Його плани не зустрічають підтримки ні в батьків, ні в його однокласниці Марини, в яку він закоханий з 6 класу. Після закінчення школи Семен намагається вступити до Московського авіаційного інституту, але недобирає 2 бали.
Наступний епізод показує Семена на військовій службі. У званні сержанта саперного підрозділу він керує трьома іншими солдатами під час навчань. Подолавши саботаж одного з підлеглих, він проводить свій загін через болото і виконує поставлене завдання. Щоб розтерти товаришів, замерзлих під час переходу через болото, він йде в магазин по горілку. Але грошей у нього не вистачає, продавчиня відмовляється прийняти в нього розписку, і він просто забирає горілку з прилавка з-під носа зайнятої телефонною розмовою продавчині, за що потім потрапляє на гауптвахту. Попри це, командири вважають його «хорошим мужиком» та «природженим сапером», яких «один на тисячу», і пропонують направити його до школи прапорщиків, але він відмовляється.
Повернувшись на батьківщину після військової служби, Семен дізнається, що Марина, тепер уже студентка училища, живе на квартирі з іншим студентом — Ігорем. Ігор оголошує Семену, що вони з Мариною, «цілком імовірно», одружаться. Однак Семен не відмовляється від Марини і продовжує ходити до неї в гості, попри важкі стосунки з Ігорем.
Семен влаштовується на роботу в колгосп, водієм колгоспного голови. Він використовує довгі проміжки часу, поки автомобіль чекає на голову, для продовження своїх занять, за що і голова, і інші водії вважають його диваком. Однак Семен добре справляється зі своєю роботою, він складає графіки руху автомобіля, щоб завжди бути готовим обрати оптимальний маршрут. Коли гість голови спізнюється на поїзд, Семен береться довезти його вчасно. Рухаючись з великою швидкістю, зробивши кілька небезпечних обгонів, промчавши повз інспектора ДАІ і промайнувши на переїзді перед самим носом поїзда, він вчасно доставляє пасажира на вокзал, але в дорозі у пасажира трапляється серцевий напад.
У покарання Семена переводять на ферму «коров'ячий гній вигрібати», але він сприймає це як можливість краще вивчити тваринництво. На фермі він показує себе гарним техніком та організатором, ремонтує обладнання, веде жорсткі переговори з начальством та стає неформальним лідером колективу.
Тим часом Марина не склала іспити, її вигнали з училища і виселяють із гуртожитку, а Ігор із цього приводу лише «висловлює співчуття». Семен знімає Марині кімнату, бо в Ігоря на це немає грошей.
У райкомі відзначають гарну роботу Семена та пропонують призначити його завідувачем фермою, а потім висунути на посаду заступника голови. Голова побоюється, що Семен з часом посяде його місце, і за першої нагоди рекомендує його на нову роботу — в міліцію. Семен відмовляється, тому що не бачить, чим ця робота може бути корисною для майбутнього космонавта. Але голова переконує його, сказавши, що робота у місті допоможе Семену бути поруч із Мариною.
Поступаючи на службу в міліцію, Семен вказує в анкеті, що володіє англійською, німецькою, французькою, іспанською та японською мовами. Це вважають жартом, але за допомогою запрошеного поліглота переконуються, що це правда. На заняттях у міліції Семен відмовляється безглуздо витрачати час на вивчення добре відомої йому матеріальної частини мотоцикла та отримує залік, перемігши у перегонах на мотоциклах начальника міліції, підполковника Пєночкіна.
Допомагаючи Марині прописатися, Семен представляє її як свою наречену. Марина каже, що в неї немає нікого ріднішого за Семена, але на півслові Семена викликають у відділення.
Там з'ясовується, що у місті з'явився небезпечний злочинець Вахняк, який, вочевидь, готує велике пограбування. Семен застає Вахняка біля ощадкаси і після погоні та перестрілки заарештовує злочинця.
До Марини приходить Ігор, і вона йде з ним. Семен, прийшовши до Марини, застає лише покинуту кімнату, і викидає в урну принесений букет квітів.
Семена не хочуть відпускати з міліції, але підполковник підписує документи на звільнення, говорячи, що він йому, «як синові, бажає пробитися до своєї мрії». З другої спроби Семен поступає до авіаінституту.
На останніх кадрах фільму Семен, виходячи з інституту, відмовляє товаришам, які кудись його кличуть, і біжить в аероклуб, після чого ми бачимо землю з висоти пташиного польоту.

## У ролях
- Валерій Шальних —  Сеня Брусничкин
- Наталія Єгорова —  Марина
- Тетяна Єгорова —  Люба
- Микола Попков —  Ігор, студент
- Михайло Брилкін —  Іван Петрович Брилкін, голова колгоспу
- Леонід Марков —  Леонід Васильович Пєночкин, підполковник, начальник міліції
- Алла Мещерякова —  Брусничкина, мати
- Олександр Горбенко —  Федір Брусничкин, батько
- Іван Єкатериничев —  завідувач молочною фермою
- Ігор Кашинцев —  Іларіон Степанович, представник Будтресту
- Олександр Парра —  Вахняк, рецидивіст
- Леонід Кулагін —  підполковник
- Юрій Саг'янц —  капітан
- Аркадій Трусов —  Михайло Трегубов, лісник
- Михайло Порошин —  Вітя Климов
- Олександр Зав'ялов  —  Нікітенко
- Андрій Анкудінов —  Ведьоркін
- Валентина Ананьїна —  Зіна, продавчиня
- В'ячеслав Богачов —  перекладач, професор
- Микола Горлов —  шофер молоковоза
- Маргарита Жарова —  доярка
- Клавдія Козльонкова —  доярка
- Єлизавета Кузюріна —  доярка
- Володимир Сергієнко —  капітан міліції
- Любов Соколова —  доярка
- Ксенія Турчан —  внучка лісника
- Сергій Габріелян —  абітурієнт
- Світлана Харитонова —  Брилкін, дружина Івана Петровича
- Юрій Саранцев —  начальник обласної міліції
- Юрій Шерстньов —  секретар райкому
- Георгій Мілляр —  старий конюх

## Знімальна група
- Автор сценарію: Валентин Черних
- Режисер-постановник: Геннадій Васильєв
- Оператор-постановник: Олександр Гарибян
- Композитор: Олексій Рибников
- Художники-постановники: Анатолій Качуров, Олег Краморенко
- Диригент: Сергій Скрипка